# 七曲古窯址群
七曲古窯址群（ななまがりこようあとぐん）は、愛知県知多市にある遺跡（窯跡）である。中世常滑窯（知多窯）の一つ。知多市指定史跡。

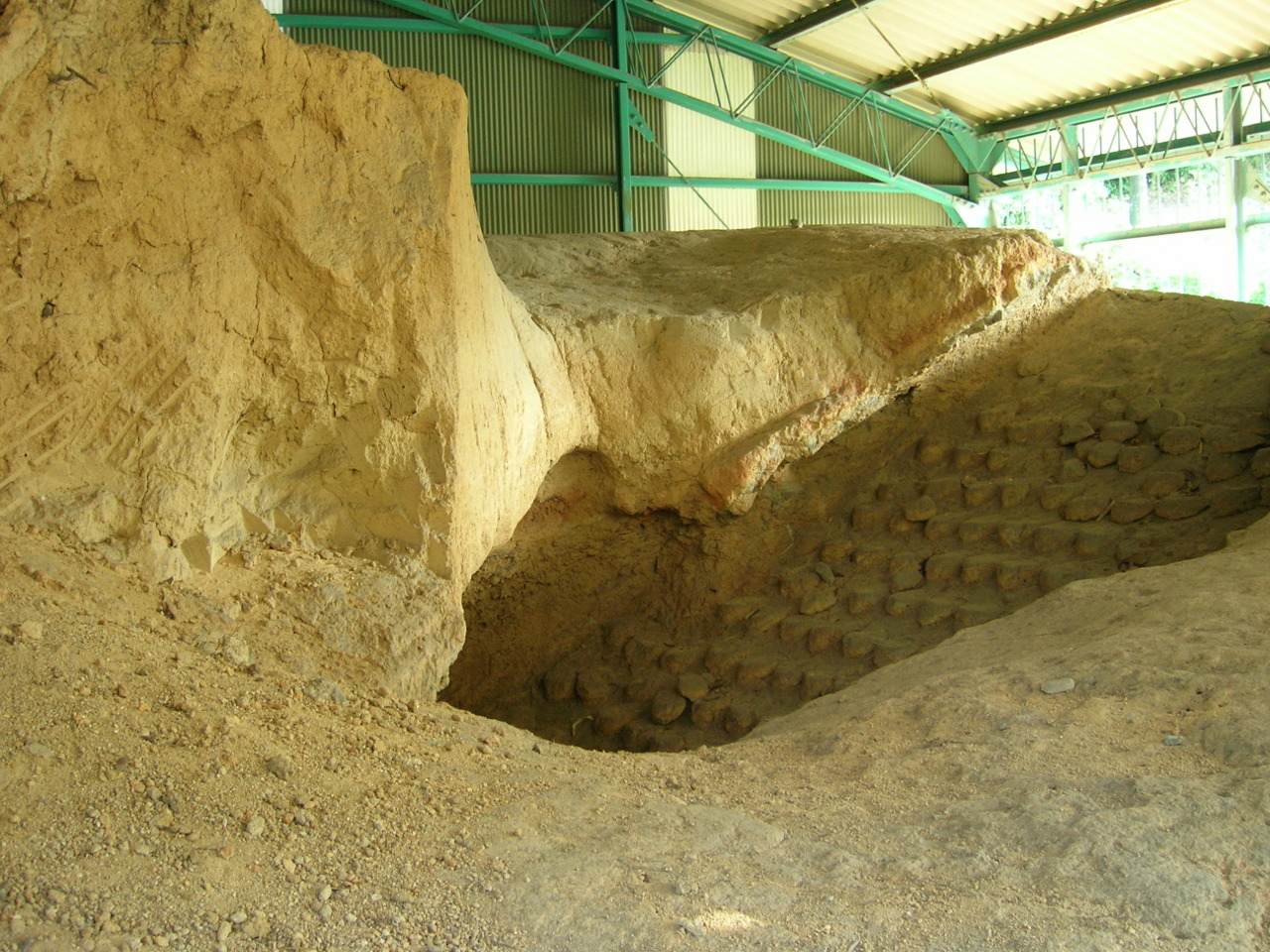
A群 1号窯
焼成時に茶碗などを置く焼台列が見える

座標: 北緯34度58分1.5秒 東経136度54分5.2秒 / 北緯34.967083度 東経136.901444度

## 概要
知多半島には現在までに存在が確認されただけでも1,000基を越える古窯跡があり、知多半島古窯跡群（広義の常滑窯に含まれる）とも呼称される。七曲古窯址群はその一つで、地元では昭和30年代には存在が確認されていたとされる中世の窖窯跡だが、七曲公園（1986年開園）の予定地にあったため、公園の造成に際して発掘調査が行われた。1986～88年の3回の調査ではA・B・Cの3群14基が確認され、それらの中で状態の良かった2基に上屋がかけられて保存されている。1991年（平成3年）には知多市史跡に指定された。
なお、後になってD～G群が追加されたが、これらについては発掘などが行われておらず、正確な数も確認されていない。

## 窯体データ

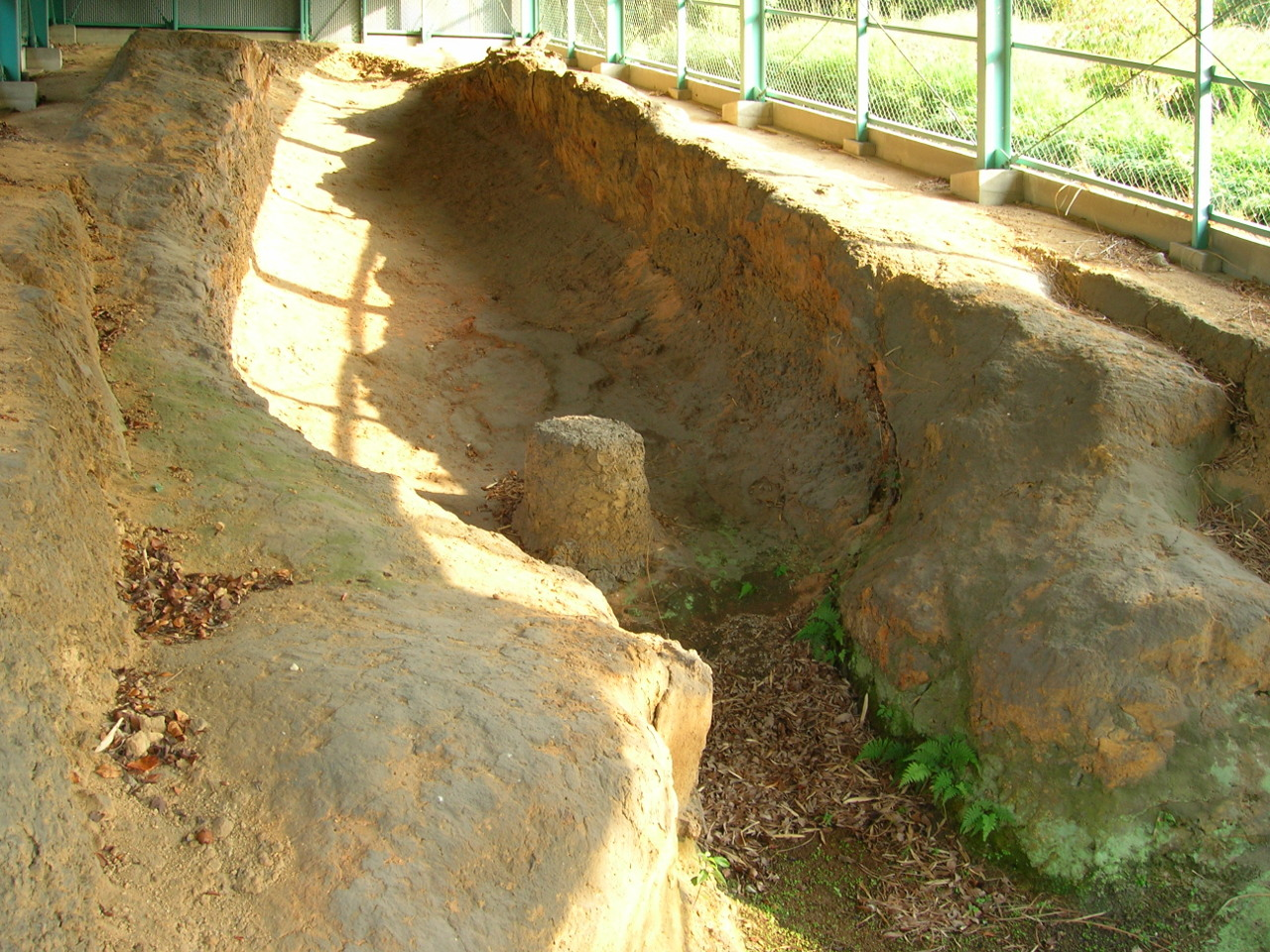
A群 3号窯
窯体の中に立っているのが分焔柱

### A群

#### A群1号窯
12世紀の窯とされ、燃焼室の分焔柱をはじめとして、焼成室の床面の焼台列など床面や側壁、天井部の多くが良好に残存していたことから保存されている。山茶碗、山皿などが出土。

#### A群2号窯
残存長約7メートル。甕、広口壺、片口鉢、山茶碗などが出土。

#### A群3号窯
全長16メートル、幅3.5メートル。天井部は落ちていたが、焚口から燃焼室、分焔柱、焼成室、さらには煙道までが残存していたことから保存されている。13世紀の窯で、瓶や壷を焼いていたと見られている。甕、壺、山茶碗などが出土。

#### A群4号窯
残存長13.5メートル。甕、壺、羽釜が出土。

#### A群5号窯
残存長約8メートル。山茶碗、山皿、鉢が出土。

#### A群6号窯
残存長不明。片口鉢、山茶碗，山皿が出土。

#### A群7号窯
残存長10.4メートル。出土品無し、未使用のまま放棄された窯。
A群については保存された1・3号以外は公園の造成に伴い消失した。

### B群

#### B群1号窯
残存長15.4メートル。甕，片口鉢、山茶碗が出土。

#### B群2号窯
残存長7.9メートル。片口鉢、山茶碗、山皿が出土。

#### B群3号窯
残存長2.9メートル。山皿、山茶碗、片口鉢が出土。
B群は調査後に埋め戻されたが、現存するかは不明。

### C群

#### C群1号窯
残存長10メートル。片口鉢、広口壺、陶錘が出土。盗掘による破壊の跡があった。

#### C群2号窯
残存長14.9メートル。片口鉢、広口壺が出土。

#### C群3号窯
残存長2.1メートル。山茶碗、山皿が出土。

#### C群4号窯
残存長4.7メートル。山茶碗が出土。
C群は公園の造成に伴い全て消失した。

### D群
未調査。埋め立てにより所在不明となった。甕が出土したとされる。

### E群
未調査。テニスコート西の雑木林に複数の窯体と灰原が残存。山茶碗が出土。盗掘坑あり。

### F群
未調査。駐車場西の雑木林に窯体が露出。灰原一部残存の可能性あり。甕が出土。

### G群
未調査。A群3号窯の北側に窯体1基が露出、山茶碗・鉢が出土。その他にも複数が残存する可能性あり。